# 陳壽琯
陳壽琯（1866年—？），福建福州府閩縣（今福建省福州市）人，清朝政治人物。
光緒十五年，中舉；光緒二十年（1894年），登進士，同年五月，授内阁中书。光緒二十三年，任會典館畫圖處協修官、廣西試用同知。光緒二十四年，廣西補用知府。